# Klarschiff
Klarschiff ist eine quelloffene Software, mit der Kommunalverwaltungen eine Online-Plattform zur Bürgerbeteiligung betreiben können, über die Probleme und Ideen bezüglich der öffentlichen Infrastruktur gemeldet werden können.
Initiiert durch die Hanse- und Universitätsstadt Rostock, die Klarschiff seit 2012 produktiv einsetzt, sind seit 2021 flächendeckend alle Gemeinden des Landes Mecklenburg-Vorpommern auf einer separat betriebenen Plattform vertreten. Eigene Portale unterhalten zudem die Städte Schwerin und Greifswald. Seit Projektbeginn wurden in Rostock auch kommunale Unternehmen wie etwa die Stadtentsorgung Rostock GmbH, die Stadtwerke Rostock AG, die WIRO Wohnen in Rostock Wohnungsgesellschaft mbH sowie landes- bzw. bundesweit tätige Versorger integriert.

Das Portal stellt eine Ergänzung der bisherigen nutzbaren Informationskanäle dar, sodass Bürger ohne die Recherche nach dem richtigen Ansprechpartner oder die Beachtung von Öffnungszeiten die öffentliche Verwaltung kontaktieren können. Außerdem bekommt der Portalbesucher eine Übersicht über alle bereits gemeldeten Probleme und Ideen sowie deren Status angezeigt. Über die Webseiten können jedoch weder Anzeigen erstellt noch persönliche individuelle Bürgeranliegen bearbeitet werden.

## Geschichtliche Entwicklung
Im Rahmen des EU-EFRE-Förderprogramms wurde 2010 durch das Kataster-, Vermessungs- und Liegenschaftsamt der Hanse- und Universitätsstadt Rostock ein Konzept für ein kartenbasiertes Portal zum Anliegenmanagement erstellt und durch die Firma WhereGroup GmbH & Co KG in Bonn in Zusammenarbeit mit dem Fraunhofer-Institut für Graphische Datenverarbeitung in Rostock umgesetzt. Während dieser Phase wurde der Arbeitstitel CitizenPort zugunsten von Klarschiff angepasst, („klar Schiff machen“) um den Zweck des Auftritts besser zu unterstreichen. Nach knapp zweijähriger Entwicklungszeit startete am 28. März 2012 zunächst der Rostocker Auftritt, dessen Pflege und Fortentwicklung in den folgenden Jahren durch lokale Firmen vor Ort betrieben wurde. Anfang 2017 erfolgte eine grundlegende Modernisierung der öffentlichen, ursprünglich in PHP und JavaScript geschriebenen Web-Oberfläche. Da die Software unter einer freien Lizenz steht, können auch andere Kommunen das Portal kostenlos einsetzen und mit Anpassungen selbst betreiben. So nutzt die Hansestadt Greifswald seit 2015 und die Landeshauptstadt Schwerin seit 2016 ein eigenes Klarschiff-Portal. Das zusätzliche landesweite Portal startete am 26. Juli 2021 zunächst mit den Ämtern Recknitz-Trebeltal, Röbel-Müritz und Krakow am See. Meldungen, die für noch nicht aufgenommene Ämter erstellt werden, werden per E-Mail an die jeweiligen Verwaltungen weitergeleitet und neue Meldungen für die restlichen existierenden Plattformen werden auf diesen erstellt.

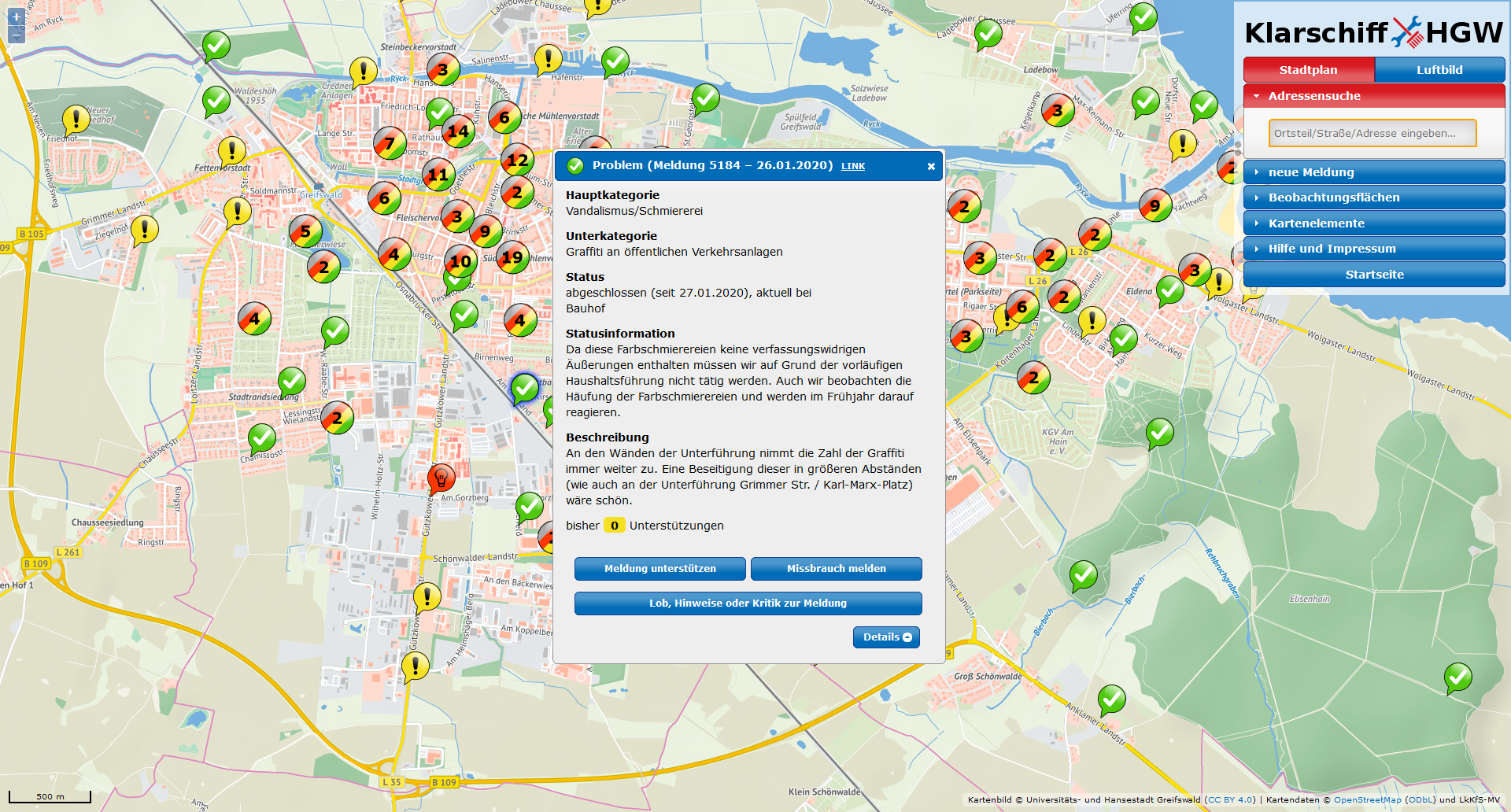
Älteres Frontend für die Öffentlichkeit von klarschiff-hgw.de

## Aufbau
Die Software stellt für die Online-Plattform ein externes Frontend für die Öffentlichkeit zur Verfügung, das auch für mobile Endgeräte optimiert ist. Über dieses können Bürger Anliegen auf einer Karte verorten, mit Hilfe einer Auswahlliste kategorisieren und beschreiben. Dabei können sowohl Schadensmeldungen als auch Anregungen für Veränderung und Neuinstallation erstellt werden. Für besondere Beteiligungsprojekte können parallel auch abgewandelte Frontends bereitgestellt werden. So wurde in Rostock 2017 für 100 Bügel für die KTV eine Webseite angeboten, die es Nutzern ermöglichte, Vorschläge für neue Standorte von Fahrrad-Abstellanlagen zu machen.

Die Verwaltung kann alle eingereichten Meldungen über ein internes Frontend prüfen und die Vorgänge bearbeiten, weiterleiten sowie der Öffentlichkeit Statusmeldungen geben. Das Zusammenspiel all dieser Komponenten kann in einem Demo-System nachvollzogen werden.
Durch die Möglichkeit, externe Dienstleister anzubinden, können Vorgänge direkt und ohne Medienbruch an diese übergeben werden. Diese können dann zum Beispiel direkt Reparaturen vor Ort durchführen und die entsprechende Meldung im Portal anpassen. Für Mitarbeiter der Verwaltung gibt es eine erweiterte mobile Webseite, die zusätzliche Funktionen zur Auftragsverwaltung und Datenerfassung im Außendienst zur Verfügung stellt. Bei umfangreichen Meldungen können darüber hinaus weitere Ämter durch die Plattform einbezogen werden. Die elektronische Bearbeitung kann aufgrund der Georeferenzierung und klaren Kategorisierung präziser und ohne Medienbrüche erfolgen und ist, verglichen mit bisherigen analogen Verfahren, deutlich schneller. Doppelmeldungen werden bereits bei der Erfassung erkannt, durch mitgelieferte Fotos kann teilweise auf Vorortbesichtigungen gänzlich verzichtet werden. Ein Teil der Qualitätssicherung wird durch Prüfungen seitens der Plattform ermöglicht, etwa Benachrichtigungen, wenn neue Meldungen noch nicht freigeschaltet wurden.
Die Kommunikation zwischen den Komponenten erfolgt mit einer Erweiterung der Open311-Softwareschnittstelle. Dadurch können auch kompatible Apps verschiedenster mobiler Betriebssysteme sowie andere Beteiligungsportale die Meldungen darstellen und auch neue Meldungen anlegen. Die Plattform selbst integriert zahlreiche Dienste der jeweiligen Geodateninfrastruktur, um eine aufgabenorientierte Darstellung und Navigation zu ermöglichen. Externe Werkzeuge können die Daten per RSS oder über Open-Data-Portale konsumieren. Für den Rostocker Auftritt gelang darüber hinaus eine Integration in die Auftragsverwaltung der kommunalen Müllentsorgung, die eine semi-automatische Überführung von Entsorgungsaufträgen ermöglicht. Auch eine Verknüpfung mit dem amtsinternen Dokumentenmanagement erfolgte, um eine effektive und rechtsverbindliche Protokollierung von Altfahrzeugen im öffentlichen Raum zu unterstützen.
Die Frontends macht für die Darstellung im Browser intensiven Gebrauch von freien Softwarebibliotheken, etwa von Bootstrap oder OpenLayers. Das Backend ist in Ruby on Rails programmiert.

## Datenschutz
Der Datenschutz wird dadurch sichergestellt, dass nur (anonyme) E-Mail-Adressen angegeben werden müssen und Beschreibungstexte sowie gegebenenfalls Fotos manuell durch die Redaktion geprüft und personenbezogene Informationen entfernt werden. Sollten dennoch personenbezogene Informationen öffentlich sichtbar sein, können diese über eine entsprechende Funktion gemeldet werden, woraufhin die betroffene Meldung temporär nicht mehr öffentlich einsehbar wird.

## Öffentliche Wahrnehmung
Der Start der jeweiligen Stadt-Portale wurde von einem breiten Echo lokaler Medien begleitet. Oft wird nach Einführung jedoch auch auf sozialen Medien die teils schleppende Bearbeitung der Meldungen kritisiert. Der Großteil der vorgebrachten Meldungen verteilt sich auf die Problemfelder Müll, Schäden an Verkehrsinfrastruktur sowie gehäuftem Falschparken. In Rostock wurden bisher über 59.000 Meldungen in neun Jahren über die Plattform erfasst. Monatlich beträgt der Zuwachs dabei ca. 900 Meldungen.
Bei einer repräsentativen Bürgerbefragung gaben 2013 nur 9,3 % der Rostocker Bürger an, das Portal und seine Funktion zu kennen. Im Jahr 2014 wurde deshalb in einem Wettbewerb am medien colleg rostock zusätzliches Werbematerial erarbeitet, um online-affine Zielgruppen besser zu erreichen. Auch wurde das Portal zahlreichen Ortsbeiräten Rostocks als Werkzeug zur Beteiligung der Bürger vorgestellt. Eine erneut durchgeführte Bürgerbefragung 2016 zeigte einen gewachsenen Bekanntheitsgrad von 13,9 %.
Das Rostocker Portal erhielt 2013 den E-Government-Preis „E-Lüchtthoorn 2013“ des Landes Mecklenburg-Vorpommern.